# 黑卡利特瓦河
黑卡利特瓦河（俄語：Чёрная Калитва），是俄羅斯别尔哥罗德州和沃罗涅日州地区的一条河流，為顿河右向东流支流。黑卡利特瓦河在沃罗涅日州以南约185公里处进入顿河。全長162（101英里），流域面积5,750平方（2,220平方英里）。

黑卡利特瓦河在白卡利特瓦北面約225公里流向白卡利特瓦与北頓涅茨河匯合。